# タッカー郡 (ウェストバージニア州)
タッカー郡（英: Tucker County）は、アメリカ合衆国ウェストバージニア州の東部に位置する郡である。2010年国勢調査での人口は7,141人であり、2000年の7,231人から1.2%減少した。郡庁所在地はパーソンズ市（人口1,485人）であり、同郡で人口最大の都市でもある。タッカー郡はバージニア州時代の1856年にランドルフ郡から分離して設立された。1871年バーバー郡の小部分がタッカー郡に移管された。郡名はバージニア州ウィリアムズバーグ出身の判事かつアメリカ合衆国下院議員を務めたヘンリー・セントジョージ・タッカー・シニアに因んで名付けられた。

## 歴史
1907年からデイビス郊外で操業を始めたバブコック製材会社は高い利益を出したが、カナーン・バレー、ドリー・ソッズ、ブラックウォーター渓谷などタッカー郡を取り巻く地域環境に大きな悪影響を与えた。これらの地域は皆伐され、風景は残った残骸で危険な状況になった。1910年までに火事が荒れ地を一掃し、春から初雪の頃まで燃え続けていることも多かった。1914年、郡は立木を事実上抜き取り、土地は6か月間燃え続けた。火が下火になると、薄い鉱物性土壌と裸の岩が残っている全てとなった。制御できない土壌の侵食と洪水でさらに荒らされ、地域の人口も減り、現在では大災害の傷跡のようになっている。

## 地理
アメリカ合衆国国勢調査局に拠れば、郡域全面積は421平方マイル (1,091 km2)であり、このうち陸地419平方マイル (1,085 km2)、水域は2平方マイル (6 km2)で水域率は0.53%である。

### 主要高規格道路
| - アメリカ国道219号線 - ウェストバージニア州道32号線 - ウェストバージニア州道38号線 | - ウェストバージニア州道72号線 - ウェストバージニア州道90号線 - ウェストバージニア州道93号線 |

### 隣接する郡
- プレストン郡 - 北
- グラント郡 - 東
- ランドルフ郡 - 南
- バーバー郡 - 西

## 人口動態
以下は2000年国勢調査による人口統計データである。
| 基礎データ - 人口: 7,231人 - 世帯数: 3,052 世帯 - 家族数: 2,121 家族 - 人口密度: 7人/km2（18人/mi2） - 住居数: 4,634軒 - 住居密度: 4軒/km2（11軒/mi2） 人種別人口構成 - 白人: 98.85% - アフリカン・アメリカン: 0.07% - ネイティブ・アメリカン: 0.19% - アジア人: 0.01% - 太平洋諸島系: 0.12% - その他の人種: 0.10% - 混血: 0.66% - ヒスパニック・ラテン系: 0.25% 年齢別人口構成 - 18歳未満: 21.3% - 18-24歳: 6.7% - 25-44歳: 26.4% - 45-64歳: 27.7% - 65歳以上: 17.9% - 年齢の中央値: 42歳 - 性比（女性100人あたり男性の人口） - 総人口: 95.2 - 18歳以上: 94.1 | 世帯と家族（対世帯数） - 18歳未満の子供がいる: 27.0% - 結婚・同居している夫婦: 58.0% - 未婚・離婚・死別女性が世帯主: 7.8% - 非家族世帯: 30.5% - 単身世帯: 27.2% - 65歳以上の老人1人暮らし: 13.6% - 平均構成人数 - 世帯: 2.35人 - 家族: 2.84人 収入と家計 - 収入の中央値 - 世帯: 26,250米ドル - 家族: 32,574米ドル - 性別 - 男性: 24,149米ドル - 女性: 17,642米ドル - 人口1人あたり収入: 16,349米ドル - 貧困線以下 - 対人口: 18.1% - 対家族数: 14.9% - 18歳未満: 24.3% - 65歳以上: 15.5% |

## 都市と町

### 法人化市と町
- パーソンズ市 - 郡庁所在地
- トマス市
- デイビス町
- ハンブルトン町
- ヘンドリックス町

次のリストは郡内の未編入町であるが、これで全てではない。

### 未編入の町
| - オービル - ベンブッシュ - ブレッツ - カナーンハイツ - コークトン - コートランド | - ダグラス - エルク - グラッドウィン - ハナースビル - ホリーメドウズ | - ホバッター - ジェニングストン - レインビル - リードマイン - ロケーション | - マッキービル - ムーア - ピアース - プレザントラン - プレザントベール | - ポーターウッド - レッドクリーク - セントジョージ - シャファー - ウィリアム |

## 見どころ

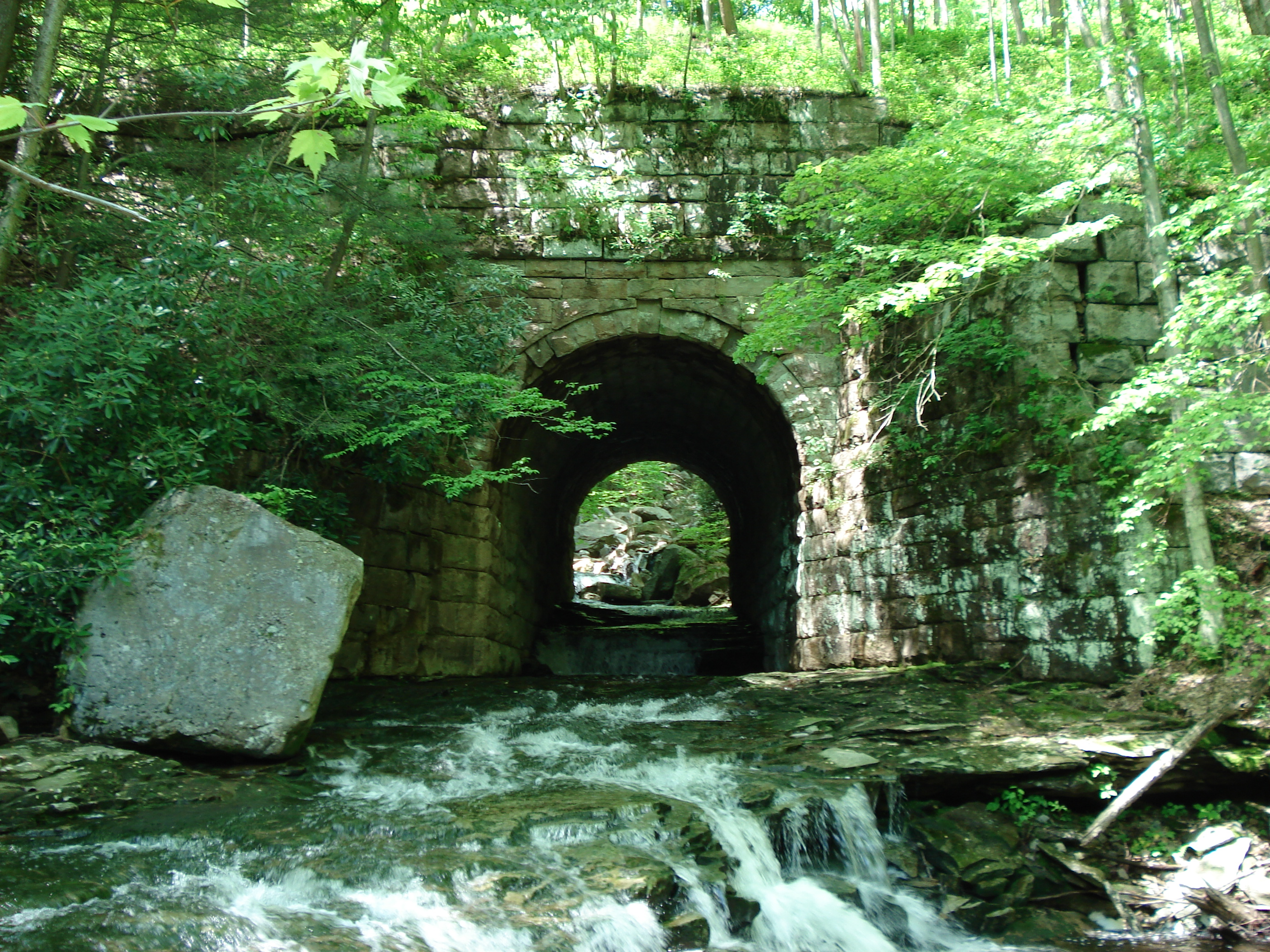
ビッグラン暗渠

### 州立公園
- ブラックウォーター滝州立公園
- カナーンバレー・リゾート州立公園
- フェアファックスストーン州立公園

### 連邦政府所有地
- カナーンバレー国立野生生物保護区[8]
- ファーナウ実験林[9]
- ドリー・ソッズ原生地[10]
- モノンガヘラ国立の森[11]

### 国定自然のランドマーク
- ビッグラン湿地
- カナーンバレー
- フィッシャースプリングラン湿地